# Sonia Saviange
Christiane Vecchiali, connue sous le nom de scène de Sonia Saviange, née le 25 mars 1923 à Ajaccio et morte le 22 juin 1987 dans le 12e arrondissement de Paris, est une actrice française.

## Biographie
Sonia Saviange a joué dans plusieurs films de son frère Paul Vecchiali.

## Filmographie

### Cinéma
- 1962 : Les Roses de la vie de Paul Vecchiali (court métrage)
- 1965 : Les Ruses du diable de Paul Vecchiali
- 1969 : Paris n'existe pas de Robert Benayoun : Madame Lopez
- 1972 : L'Étrangleur de Paul Vecchiali : la femme en soie
- 1974 : Femmes Femmes de Paul Vecchiali : Sonia
- 1975 : Sérieux comme le plaisir de Robert Benayoun
- 1975 : Salò ou les 120 Journées de Sodome (Salò o le 120 giornate di Sodoma) de Pier Paolo Pasolini : la pianiste
- 1975 : Change pas de main de Paul Vecchiali : Isa-Marguerite
- 1977 : La Machine de Paul Vecchiali : Jeanne Dumont, la mère de Pierre
- 1977 : Le Théâtre des matières de Jean-Claude Biette : Dorothée
- 1978 : Corps à cœur de Paul Vecchiali : Sonia
- 1979 : Les Belles Manières de Jean-Claude Guiguet : une prostituée
- 1979 : Simone Barbès ou la vertu de Marie-Claude Treilhou : la folle
- 1981 : Allons z'enfants de Yves Boisset
- 1982 : Loin de Manhattan de Jean-Claude Biette : Ingrid
- 1982 : Le Crime d'amour de Guy Gilles : la dame aux chats
- 1983 : En haut des marches de Paul Vecchiali : Catherine
- 1987 : Nuit docile de Guy Gilles

### Télévision
- 1975 : N'oubliez pas que nous nous aimons, téléfilm de Luc Godevais : Mme Purdy
- 1976 : Nans le berger, « Sixième époque: Sylvaine » de Bernard Roland (saison 2, épisode 11)
- 1977 : Un juge, un flic, « Un taxi pour l'ombre » & « Le Mégalomane » de Denys de La Patellière : la secrétaire de Walder (saison 1, épisode 1 & 4)
- 1979 : Il était un musicien, « Monsieur Ravel » de Guy Gilles : Sonia (saison 1, épisode 6)